# Alois Schloder

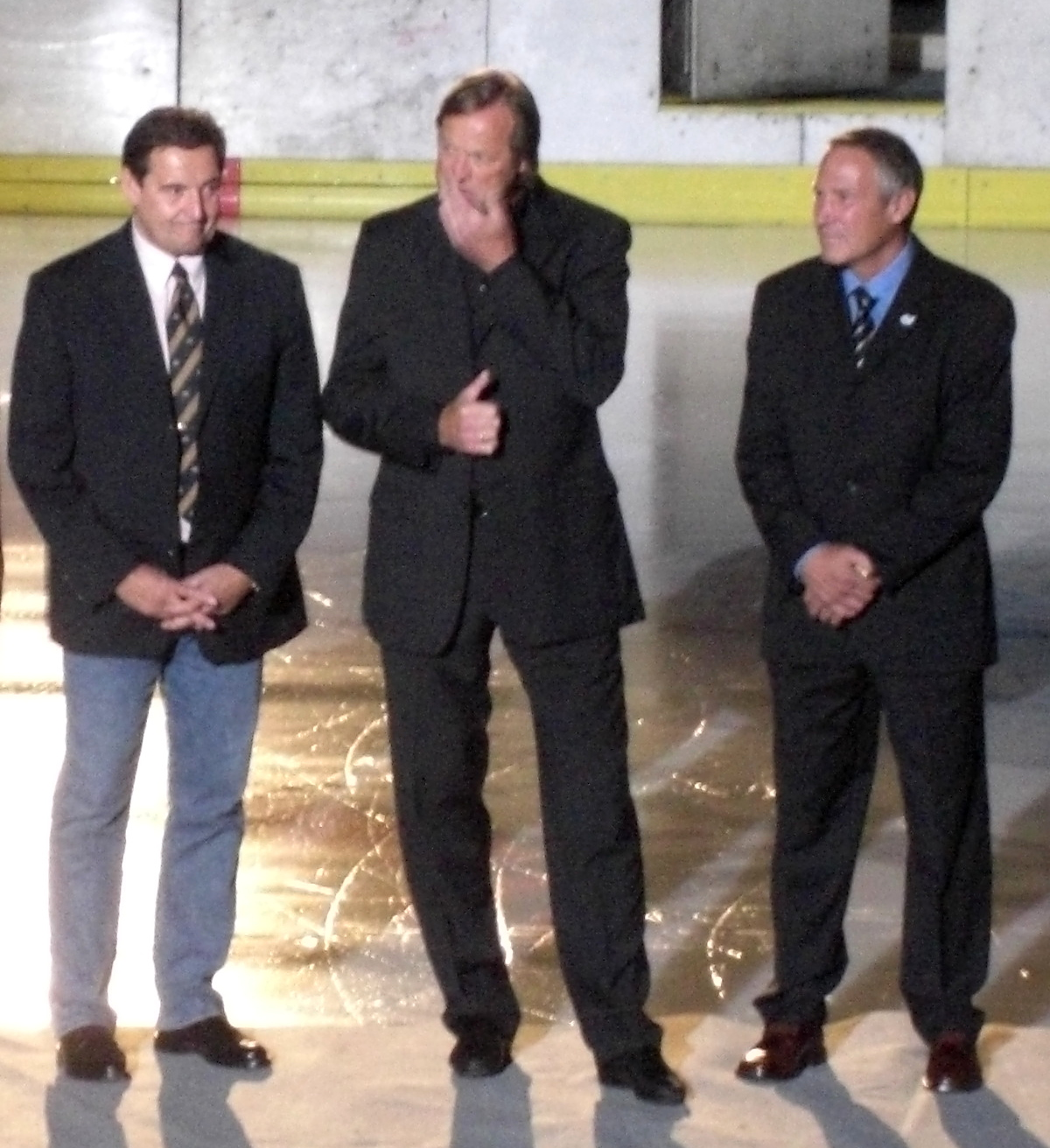
Alois Schloder (rechts) mit Klaus Auhuber und Erich Kühnhackl im Jahr 2010

Alois Schloder (* 11. August 1947 in Landshut) ist ein ehemaliger deutscher Eishockeyspieler, der in seiner aktiven Karriere von 1963 bis 1986 für den EV Landshut in der Eishockey-Bundesliga spielte. Er war langjähriger Kapitän der deutschen Nationalmannschaft und konnte mit ihr bei den Olympischen Spielen 1976 die Bronzemedaille gewinnen.

## Karriere
In seiner Jugend spielte Schloder Fußball, mit 11 Jahren eiferte er aber seinem älteren Bruder Kurt nach, der Eishockeyspieler war. Alois konnte nicht gut Schlittschuh laufen und wurde daher Torwart im Nachwuchs des heimischen EV Landshut. Doch er wollte lieber selbst Tore schießen und übte eifrig an seinen läuferischen Fähigkeiten. Als 13-Jähriger durfte er dann endlich auch im Angriff seiner Mannschaft spielen und drei Jahre später schaffte er sogar schon den Sprung in die erste Mannschaft, in der auch schon sein Bruder spielte. In Landshut setzte man auf eine junge Reihe in der neben Schloder auch der gleichaltrige Heinz Zerres spielte. Die jungen Spieler schafften es schnell sich in der Mannschaft zu etablieren.
Seine Karriere begann 1963 beim EV Landshut und spielte in seiner 23 Jahre währenden aktiven Zeit nie für einen anderen Verein in der 1. Bundesliga. Er absolvierte 1085 Spiele und erzielte dabei 631 Tore für den EVL. Schon bald wurde er für die deutsche Nationalmannschaft nominiert und nahm 1966 an der B-Weltmeisterschaft in Zagreb teil. Von da an gehörte er zum festen Stamm der Nationalmannschaft bei insgesamt 206 Spielen (12 Weltmeisterschaften, Olympische Winterspiele 1968, 1972 und 1976), erzielte er 87 Treffer. Von 1971 bis 1978 war er Kapitän der Mannschaft. Bei den Olympischen Spielen 1976 gewann er mit dem Nationalteam die Bronzemedaille und erhielt dafür das Silberne Lorbeerblatt. Nach Meinungsverschiedenheiten mit Hans Rampf, dem damaligen Trainer, beendete er nach der Weltmeisterschaft 1978 in Prag seine internationale Karriere.
Alois Schloder wurde bei den Olympischen Winterspielen von 1972 in Sapporo zum „Dopingopfer“, weil ihm der damalige DEB-Mannschaftsarzt wegen zu niedrigem Blutdruck das verbotene ephedrinhaltige Präparat RR-plus verordnet hatte. Diese Pillen standen auf der Olympia-Dopingliste. Als sich die Unschuld von Schloder bereits wenige Wochen später herausstellte, wurde die vom Eishockey-Weltverband (IIHF) ausgesprochene Sperre von sechs Monaten vor der Weltmeisterschaft 1972 aufgehoben und der Kapitän war dann im April in Prag wieder für die Nationalmannschaft im Einsatz. Seit November 2016 ist Alois Schloder auch auf der Website des Internationalen Olympischen Komitees (IOC) vollständig rehabilitiert. Das IOC hat auch bei der Websuchmaschine Google durchgesetzt, dass dort keine automatischen Vervollständigungen bei Suchanfragen im Zusammenhang mit der IOC-Website durchgeführt werden können. Obwohl Schloder schon im unmittelbaren Anschluss an die Olympischen Winterspiele von 1972 in Sapporo nur wenige Wochen später wegen erwiesener Unschuld vollständig rehabilitiert worden war, hat das IOC auf seiner Website den angeblichen Dopingfall aus dem Jahr 1972 weiter publiziert, ohne den tatsächlichen Sachverhalt erkennbar zu machen.
Mit dem EV Landshut wurde er 1969 Deutscher Eishockey-Pokalsieger sowie 1970 und 1983 Deutscher Meister. Seine nationale Karriere beendete er am 21. März 1986 mit dem Abschiedsspiel Servus Alois’ vor 7000 Zuschauern in Landshut. In Anerkennung seiner Verdienste um den EVL wird die Trikotnummer 15 durch den Verein nicht mehr vergeben. Im Frühjahr 1989 kehrte er als Spieler aufs Eis zurück, als er gemeinsam mit Klaus Auhuber den von seinem Jugendfreund Heinz Zerres als Trainer betreuten 1. EHC Hamburg in der Aufstiegsrunde zur 2. Bundesliga verstärkte.
Seine sportlichen Erfolge wurden 2005 mit der Aufnahme in die IIHF Hall of Fame in Toronto gewürdigt. Seit 2001 ist er auch Mitglied der Hall of Fame Deutschland in Augsburg. Außerdem wurde er im Jahr 2000 als Rechtsaußen in das All-Star Team des Jahrhunderts gewählt. Von 1990 bis 2001 war Alois Schloder Organisator der Deutschen Eishockey-Traditionsmannschaft des DEB. Die Auswahl spielte rund 100.000 DM ein, die dann für gemeinnützige Zwecke wieder gespendet wurden.
Bei Eishockeyübertragungen in den Medien war er ein gefragter Experte und war bereits 1983 für das ZDF bei der WM in Dortmund und in München im Einsatz. Für die Bundesliga von 1988 bis 1990 bei SAT 1, von 1991 bis 1997 bei Premiere und bei den Olympischen Spielen 1988-1998-2002 und 2006 für das ZDF als Experte dabei. Hauptberuflich war er ab 1974 bei der Stadt Landshut beschäftigt und leitete bis zum Eintritt in den Ruhestand im Juni 2007 das auf Anregung des damaligen Oberbürgermeisters, Josef Deimer (CSU), gegründete Sportamt.
Alois Schloder nahm 2003 zusammen mit 43 anderen Personen an der Initiative „Botschafter Niederbayerns“ des Projekts Regionalmarketing im Bezirk Niederbayern teil.
2012 erhielt Alois Schloder den Bayerischen Sportpreis in der Kategorie „Hochleistungssportler plus“.

## Erfolge

### Im Verein
- Deutscher Eishockey-Pokalsieger 1969
- Deutscher Meister 1970, 1983
- Deutscher Vizemeister 1974, 1976, 1984

### In der Nationalmannschaft
- 1976: Bronzemedaille bei den Olympischen Spielen in Innsbruck und anschließend Auszeichnung mit dem Silbernen Lorbeerblatt

## Werk
Anlässlich des 70-jährigen Bestehens des EV Landshut am 25. April 2018 veröffentlichte Alois Schloder gemeinsam mit Helmut Stix „Die Eishockey-Chronik“ des zweimaligen Deutschen Meisters. Der fast 900 Seiten umfassende erste Band der Chronik behandelt die komplette Geschichte des Landshuter Eishockeys. Von den frühen Anfangsjahren vor und nach dem Zweiten Weltkrieg bis zur Saison 2016/17 wird mit über 1600 Abbildungen ein allumfassender Überblick über die Spieler, Trainer, Ergebnisse, Tabellen und Medienberichte rund um den EV Landshut geboten.
Anlässlich des 75. Jubiläums des EV Landshut präsentierte Alois Schloder wiederum mit dem Mitherausgeber Helmut Stix am 2. November 2023 den zweiten Band der Eishockey-Chronik. Die rund 400 Seiten starke und über 750 Abbildungen umfassende Erweiterung der Chronik behandelt die Spielzeiten 2017/18 bis 2022/23. Der EV Landshut besitzt damit eine der umfangreichsten Chroniken aller Eissportvereine weltweit. Für die Finanzierung des Werks sammelte Schloder rund 120.000 Euro an Sponsorengeldern. Der Erlös aus dem Verkauf ist komplett für den Landshuter Eishockeynachwuchs bestimmt.

## Engagements neben dem Sport

### Sanierung des Olympischen Ehrenhains in München
Der sportbegeisterte Joseph Schuster aus Velden bat bereits im Jahr 2002 die Stadt München in diversen Schreiben um eine Sanierung und Aufwertung des Ehrenhains im Olympiapark München. Auf diesen Denkmaltafeln sind sämtliche Namen der Olympiasieger von 1972 eingraviert. Die Korrespondenz blieb aufgrund der undurchschaubaren Zuständigkeiten aber weitestgehend erfolglos. Ab Juli 2018 unterstützte dann Alois Schloder die Bemühungen von Joseph Schuster hinsichtlich der Sanierung der Denkmaltafeln des Olympischen Ehrenhain. Eine erste Sanierung im Jahr 2019 war nicht erfolgreich. Die Schrift war durch den Lichteinfall schlechter zu sehen als zuvor. Nach weiterem umfangreichem Schriftverkehr erstrahlten die Tafeln im Sommer 2022 wieder im alten Glanz.

### Autobahnschild für das KOENIGmuseum in Landshut
Das KOENIGmuseum in Landshut beherbergt das Werk und die Sammlung des Bildhauers Fritz Koenig (1924–2017). Alois Schloder und der frühere Kulturbeauftragte der Stadt Landshut, Helmut Stix, waren im Juni 2020 die Initiatoren für „Touristische Unterrichtungstafeln“ an der BAB 92, um für dieses Museum zu werben. Die Stadt Landshut veranstaltete in der Folge einen Wettbewerb für die Gestaltung des Autobahnschildes, den die Landshuter Agentur „Kreativoli“ gewann. Oberbürgermeister Alexander Putz würdigte die Initiative von Alois Schloder und Helmut Stix. Die beiden Tafeln wurden am 15. September 2022 an der A92 installiert.